# Arrondissement nord-ouest (Maastricht)
L’arrondissement nord-ouest, en néerlandais stadsdeel Noord-West, est un des cinq arrondissements de Maastricht.

## Subdivisions
Il se subdivise en plusieurs quartiers. Ces quartiers sont : Brusselsepoort, Mariaberg, Belfort, Pottenberg, Malpertuis, Caberg, Oud-Caberg, Malberg, Dousberg-Hazendans, Daalhof, Boschpoort, Bosscherveld, Frontenkwartier, Belvédère et Lanakerveld.

## Sources